# فهرست سازمان‌های ملی‌گرا
این فهرستی از سازمان‌های ملی‌گرا است. توضیح اینکه کدام نوع ناسیونالیسم پس از چند مدخل ارائه می‌شود. این فهرست شامل دولت‌ها و ارتش‌های رسمی نمی‌شود.

## آسیا

### ایران
- حزب پان ایرانیست
- حزب آریا
- حزب سومکا
- حزب کبود
- نهضت آزادی ایران
- جبهه ملی ایران
- حزب ملت ایران

### ژاپن
- حزب لیبرال دموکرات (ژاپن)

### کره جنوبی
- حزب قدرت مردم (کره جنوبی)
- حزب دموکراتیک کره

## اروپا

### آلمان
- آلترناتیو برای آلمان
- حزب دموکرات ملی آلمان
- حزب ناسیونال سوسیالیست کارگران آلمان
- اتحادیه مردم آلمان

### فرانسه

#### ملی
- اکشن فرانسه
- کروکس دی فیو
- جبهه ملی (فرانسه)
- فرانسه بلند شو
- میهن پرستان (فرانسه)
- حزب فرانسه
- تجدد فرانسه
- هویت‌ها
- وحدت رادیکال
- فدراسیون اقدام ملی و اروپایی
- جوانان میهن‌پرست
- گروه دفاع اتحادیه
- راه سوم (فرانسه)
- مقاومت جدید
- گروه‌های ملی گرا انقلابی
- حزب نیروهای جدید

#### برتون
- ناسیونالیسم برتون حزب تجزیه طلب
- حزب برای سازمان یک بریتانی آزاد
- اتحادیه دموکراتیک برتون
- حزب اتونومیست برتون (طرفدار خودمختاری)
- حزب کمونیست برتون
- لیگ فدرالیست برتون
- حزب ملی برتون
- حزب ملی گرای برتون
- حزب برتون
- جنبش اجتماعی-ملی کارگری برتون
- جنبش برتون‌های جوان

#### کورسی
- آرماتا کورسا (ارتش کورسی)- یک سازمان تروریستی جدایی طلب زیرزمینی در کورس، امروزه منحل شده
- ملت کورس
- اتحاد ملی گرایان کورسی
- جبهه آزادیبخش ملی کورس
- حزب ملت کورسی
- برای کورس
- اتحادیه کارگران کورسی
- اتحادیه مردم کورسی
- اتحادیه ملی

### ایتالیا
- برادران ایتالیا

### هلند
- حزب برای آزادی
- انجمن برای دموکراسی
- اتحادیه مردم هلند